# Суоре (Кремона)
Суоре је насеље у Италији у округу Кремона, региону Ломбардија.
Према процени из 2011. у насељу је живело 21 становника. Насеље се налази на надморској висини од 33 м.